# アーサー・アンズリー (初代アングルシー伯爵)
初代アングルシー伯爵アーサー・アンズリー（Arthur Annesley, 1st Earl of Anglesey、1614年7月10日 - 1686年4月6日）は、アイルランド出身のイングランドの政治家、貴族。

## 経歴
1614年7月10日、アイルランド貴族の初代ヴァレンティア子爵フランシス・アンズリーとその妻ドロシー（初代準男爵サー・ジョン・フィリップスの娘）の間の長男としてアイルランド・ダブリン・フィッシャンブル通りに生まれる。
1624年にイングランドへ移り、1630年から1634年までオックスフォード大学モードリン・カレッジに入学し、バチェラー・オブ・アーツの学位を取得。1634年にリンカーン法曹院でも学ぶ。
1640年にアイルランドへ帰国。王党派によるオックスフォード議会の議員となったが、後に共和派となり、1645年にはオーウェン・ロー・オニールの反乱計画を阻止するため、アルスターのコミッショナーに就任した。1647年にはラドノーシャー選挙区から選出されて庶民院議員となった。1658年に護国卿リチャード・クロムウェルが招集した第三議会においてダブリン・シティ選挙区から庶民院議員に選出された。また1660年2月には国務会議の議長となり、同年4月の仮議会ではカーマーゼン選挙区から選出されて庶民院議員を務め、王政復古を推進した。
1660年11月に父が死去し、ヴァレンティア子爵位を継承し、ついで1661年4月にイングランド貴族アングルシー伯爵に叙された。
チャールズ2世の治世下でも重用され、1667年から1668年にかけては海軍財務長官、1673年から1682年にかけては王璽尚書を務めた。
1686年4月6日に死去した。爵位は長男ジェイムズ・アンズリーが継承した。

## 栄典

### 爵位
1660年11月22日の父フランシス・アンズリーの死により以下の爵位を継承した。
- ケリー県における第2代ヴァレンティア子爵 (2nd Viscount of Valentia, in the County of Kerry)
(1622年3月11日の勅許状によるアイルランド貴族爵位)
- アーマー県におけるマウントノリスの第2代マウントノリス男爵 (2nd Baron Mountnorris, of Mountnorris in the County of Armagh)
(1628年2月8日の勅許状によるアイルランド貴族爵位)
- (マウントノリスの)第2代準男爵 (2nd Baronet "of Mountnorris")
(1620年8月7日の勅許状によるアイルランド準男爵位)

1661年4月20日に以下の爵位を新規に叙された。
- 初代アングルシー伯爵 (1st Earl of Anglesey)
(勅許状によるイングランド貴族爵位)
- バッキンガム州におけるニューポート・パグネルの初代アンズリー男爵 (1st Baron Annesley, of Newport Pagnel in the County of Buckingham)
(勅許状によるイングランド貴族爵位)

## 家族
1638年4月24日に裁判官ジェイムズ・アルサムの娘エリザベス・アルサム (Elizabeth Altham,1614-1686)と結婚。彼女との間に以下の子供たちを儲けた。
- 長男ジェイムズ・アンズリー（英語版）(James Annesley, 1645年頃-1690年) - 2代アングルシー伯爵を継承
- 次男アルサム・アンズリー (Altham Annesley, 1650年-1699年) - 初代アルサム男爵（英語版）に叙される
- 三男リチャード・アンズリー（英語版）(Richard Annesley, 1655年頃-1701年) - 3代アルサム男爵を継承
- 長女ドロシー・アンズリー (Dorothy Annesley, 生没年不詳) - 初代ティロン伯爵（英語版）リチャード・パワー（英語版）と結婚
- 次女エリザベス・アンズリー (Elizabeth Annesley, 生年不詳-1672年) - 第3代アントリム伯爵アレグザンダー・マクドネル（英語版）と結婚
- 三女フランセス・アンズリー (Frances Annesley, 1648年頃-1705年) - フランシス・ウィンダム、ついで初代ハーバーシャム男爵（英語版）ジョン・トンプソン（英語版）と結婚
- 四女フィリッパ・アンズリー(Philippa Annesley, 生年不詳-1715年) - 第3代オークハンプトンのムーン男爵（英語版）チャールズ・ムーンと結婚